# Mavrc
Mavrc je naselje v Občini Kostel.